# 하얀섬
하얀섬은 비주얼샤워(VisualShower)에서 제작하여, 일렉트로닉 아츠 모바일 코리아(EA Mobile Korea)에서 배급을 담당한 미스터리, 스릴러 장르의 모바일 어드벤처 게임이다. 2009년 8월 27일 KT, SKT, LGT의 이동통신 3사에 동시 론칭되었다. 대한민국 남해에 실존하는 섬인 '백도'를 배경으로 시나리오를 제작하였으나 실존하는 인물, 사건들과는 연관이 없는 픽션임을 게임 초반부에 명기하고 있다. 시즌1에선 '한지훈'이, 시즌2에선 '조현태'가 각각 주인공으로써 시점이 되어 게임플레이를 할 수 있지만 스토리 특정상 주기적으로 시점이 바뀐다. 

## 스토리

### 시즌1: 죽음에 이르는 꽃
1999년 8월 17일 한국대학교 민속학과에 재학중인 한지훈, 안서현, 강재욱, 홍진아는 백도섬에 갔다 연락이 두절된 남원규 교수를 찾으러 가기위해 백도항에 모였다. 그런데 어선을 얻어타고 겨우 도착한 백도에서는 심상찮은 일이 벌어지고 있었다. 숙소로 사용하기로 한 마을회관은 불에 타버렸고 연이은 실종신고때문에 출동한 형사들마저도 변을 당한 것이다. 이 모든것이 남 교수가 연구하던 매년 여름에 필때마다 사람이 죽는다는 정체모를 흰 꽃 때문이라는걸 알게 된 지훈은 자신도 꽃에 취해버려 서현을 해칠까 불안해진다. 결국 그는 서현 혼자만이라도 탈출시키로 결정했지만 시간은 그 조차 허락하지 않았다. 
한편, 일행들과 따로 떨어져 단독으로 행동하던 재욱은 마을 보건소에 침대밑에 숨어있던 민해선이라는 소녀를 만났고 마을 지하에 숨겨진 정체불명의 비밀 연구소를 찾아낸다. 연구소 안을 살피던 그는 그제서야 마을에서 벌어진 모든 사건들의 실체를 알고는 지훈에게 알리려 하지만 지훈은 그의 말을 믿기는커녕 경계하기만 한다. 

### 시즌2: 부서진 납 심장
3년 전, 부모를 여의고 9살 터울의 여동생 은화와 둘이서 지내는 청년가장 조현태. 그런데 은화가 입원해 있던 병원에 정체모를 테러범들이 나타났다. 조직의 수장 애쉬는 은화를 인질로 잡은후 현태에게 병원에 숨겨진 비밀연구소를 찾아내라고 한다. 현태는 연구소를 찾아내기 위해 병원 곳곳을 돌아다니던 중 여간호사 이유진을 만났고 그녀와 함께 테러범들을 따돌리고 동생과 셋이서 병원을 탈출하자는 의견을 낸다. 
하지만 뜻밖의 일로 동생과는 흩어져 버렸고 자신도 생명이 위태로운 상황에 처한다.

## 게임플레이
하얀섬은 전형적인 어드벤처 게임의 포인트&클릭 방식을 따른다. 관찰/행동/대화로 입력을 세분화하였으며, 상황에 맞게 적합한 행동을 선택하여 게임을 진행해 나가게 된다. 기존의 모바일 어드벤처 게임들과는 다르게 소지한 아이템이 게임 플레이 화면 내부에 존재하여 아이템 사용시에도 게임의 몰입도를 떨어뜨리지 않게끔 하였다. 선택할 수 있는 행동이 나뉘어 있다는 점과 아이템 사용시의 조작 등 UI부분에서 여러 가지로 새로운 시도들이 이루어졌으나, 사용자 편의적인 측면에서는 터치스크린이 지원되는 모바일기기와 그렇지 않은 모바일기기 사이에 의견이 분분하여 아직 개선의 여지가 있다.

## Player Side

### 시즌 1: 죽음에 이르는 꽃
- 서장 ~ 4장, 8장 : 한지훈
- 5장 ~ 7장 : 강재욱
- 9장 ~ 10장 : 민해선
- 11장 ~ 12장 : 안서현
- 13장 : 애쉬

### 시즌 2: 부서진 납 심장
- 서장 ~ 5장 : 조현태
- 6장 ~ 12장 : 강재욱

## 비밀 요소들

### 비밀의 전화기 모드
한지훈 루트에서 동굴의 하얀 꽃을 행동 모드로 계속 클릭하면 비밀의 전화기 모드를 활성화시킬 수 있다. 이후 5, 6, 7챕터에서 낚시꾼 웅이 죽어있는 방의 전화기를 사용하여 숨겨진 이벤트를 볼 수 있다.

### 순교자의 탑
강재욱 루트에서 동굴의 하얀 꽃을 대화 모드로 계속 클릭하면 숨겨진 힌트를 볼 수 있게 된다. 이후 9챕터에서 백도 식당의 차림표를 조사하면 과거를 돌릴 수 있다는 메시지와 함께 '순교자의 탑'이라는 키워드와 37, 33, 40, 30, 126, 58, 08, 89의 여덟 숫자로 구성된 '숨겨진 엔딩에 대한 힌트'를 읽어볼 수 있다. (하얀섬 원판의 경우고, 감독판에서는 굳이 조사 모드를 활성화시키지 않아도 공사 현장 사무소의 화이트보드에서 확인 가능하다.) 게임 출시 후 약 8개월 간 해당 힌트를 해독하고 숨겨진 엔딩을 본 사람은 극소수뿐이었으며, 풀이법도 공개되어있지 않았으나, 제작사 비주얼샤워가 '순교자의 탑'을 찾는 이벤트를 개최, 기존의 힌트를 좀 더 쉽게 해독할 수 있도록 하는 추가적인 힌트를 제공함으로써 좀 더 많은 사람들이 숨겨진 엔딩의 비밀을 풀 수 있게 되었다.

## 감독판
하얀섬 감독판은 한정된 용량에 맞춰져 제작된 기존의 하얀섬을 용량에 구애받지 않고 제거된 스토리나 그래픽들을 복원하여 다시 제작한 게임이다. 일렉트로닉 아츠 모바일 코리아를 통해 배급되었고, 2010년 6월 21일에 LGT, 6월 23일에 KT, 6월 24일에 SKT에서 론칭되었다.
감독판에는 기존에 제거되었던 내용들이 복원됨에 따라, 새로운 스토리와 게임 오버를 포함한 멀티 엔딩, 새로운 일러스트, 새로운 아이템 등이 일부 추가되었으며, 기존의 하얀섬 유저들도 새로움을 느낄 수 있도록 게임 내 등장하는 퍼즐의 풀이 방법을 일부 변경했다.
이용기준에 따라 성인 버전과 12세 이용가 버전이 있으며, 성인 버전에서는 피나 상처의 묘사에서의 흑백 처리가 사라지고, 시체나 샤워 장면 등에서의 모자이크 또한 사라진다. 하지만 게임 진행 상 추가되는 점은 없다.
하얀섬 감독판의 히든엔딩인 '체크메이트'에 대한 추리는 현재 밝혀진 상태이다. 하지만 버그로 인해 그 히든엔딩은 일부만 볼 수 있게 되어서 많은 유저들의 원성을 샀다. 결국 비주얼샤워측에서 히든엔딩의 동영상을 올리면서 일단락되었다.
이용요금은 3000원으로 재욱 루트를 지훈루트를 풀지 않고 진행하려고 할 시에만 500원이 추가되고 지훈 루트를 클리어하면 재욱 루트는 자동으로 개방이 된다. 그리고 진동 힌트를 구매할 경우 500원의 추가요금이 발생한다.

## 하얀섬2
하얀섬2는 하얀섬1의 후속작으로써 배경은 한강 인공섬에서 펼쳐지는 사건을 추리하는 어드벤쳐 게임이다. 일렉트로닉 아츠 모바일 코리아를 통해 배급되었고, 2010년 8월 26일에 SKT, 2010년 8월 27일에 LGT, 2010년 9월 20일에 KT에서 론칭되었다.
하얀섬2는 총 3개의 스토리로 구성되어 있으며, 첫 번째 스토리는 기억을 잃은 주인공이 나오며, 두 번째 스토리는 김지운이라는 경찰이 주인공으로 나온다. 그래픽은 하얀섬1의 어두운 배경과 달린 밝고 넓은 인공섬 내부를 표현하였다.
하얀섬2는 피나 상처의 묘사가 그대로 드러나 있어서 12세이용가 판정을 받았다.
하얀섬2의 히든엔딩 역시 감독판과 마찬가지로 엔딩을 볼 수 없게 되었다. 역시 이것도 비주얼샤워의 동영상이 올라왔다.
하얀섬2의 이용요금은 4000원으로 진동힌트를 구매시 500원의 추가요금과 환풍구 내부에서 자동이동을 사용할 시에는 100원의 추가요금이 발생한다.

## 화이트아일랜드
화이트아일랜드는 아이폰버전으로 재개발된 새로운 버전의 하얀섬1이며
아이폰의 특성에 맞게 여러 가지 다양한 기능이 추가되었다.

## 등장인물

### 시즌 1: 죽음에 이르는 꽃

#### 한국대학교
- 한지훈

게임의 주인공. 한국대학교 민속학과. 서현과는 연인 사이. 어느날, 실종된 교수님을 찾으러 백도로 나가겠다는 여자친구가 걱정되어 따라나섰고 이후 백도에서 연이어 벌어지는 의문의 살인사건과 방화, 실종사건들을 연이어 보고나선 서현은 물론이고 같이 따라온 친구들의 걱정이 사무치기 시작한다. 그래서 교수님도 찾고 모두가 무사히 섬밖을 빠져나가기 위해 고군분투 한다.
- 강재욱

한국대학교 민속학과. 지훈과는 고교시절부터 절친한 친구였다. 서현과 지훈이 백도에 간다는 소식을 듣고는 마찬가지로 그들을 걱정하며 따라나섰다. 유독 진아와 많이 티격거리는 편이다. 초반에는 같이 다녔다가 어느 순간 혼자 다니기 시작했고 한동안 안보이다가 손에 흙을 잔뜩 묻힌채 낯선 여자애를 대동하고 다시 나타났다. 혼자 다닌 그의 행적은 5장 '짙은 악의'에서부터 낱낱이 밝혀진다.
- 안서현

한국대학교 민속학과. 지훈의 여자친구. 지훈의 사진이 걸린 펜던트를 소중히 걸고있다. 민속학과 남원규 교수가 백도에 갔다 사라졌고 경찰에서도 미지근한 반응을 보이자 직접 백도까지 갈 생각을 하는 보기하곤 달리 결단력이 강인하다. 이후 눈앞에서 살인과 방화를 목격하게 되자 흩어진 친구들의 걱정이 커지기 시작한다.
- 홍진아

한국대학교 화확과. 고교시절부터 재욱의 소개로 알게 된 지훈의 친구. 유독 재욱하고 많이 티격거리는 편이다. 만났다 하면 으르렁대는 앙숙이지만 날마다 같이다니는것 보면 싫지는 않는듯. 친구들이 교수를 찾으러 백도에 간다는 이야길 들었을때도 MT가는것마냥 옷도 한껏 빼입고 과자를 잔뜩 사오는가 하면 교수를 찾는 일도 성의를 보이지 않는 모습을 보여준다. 애초에 백도섬을 온게 그냥 생각없이 친구들을 따라온듯 하다.
- 남원규

한국대학교 민속학과 교수. 게임의 시발점. 오래전부터 백도에서 벌어지는 기이한 전설을 알아내기 위해 백도로 떠난뒤 돌아오지 않았다. 이는 평화로운 삶을 살던 네 사람이 포춘시커라는 돌아올 수 없는 길을 걷는 계기가 된다. 백도섬에서 사라졌으니 당연히 백도섬안에 갇혀있을거란 추측이 예상됐지만 네사람이 교수를 찾기위해 마을곳곳을 돌아다니고 조용한 마을이 살인, 방화 등으로 발칵 뒤집힐동안에도 한번도 모습을 드러내지 않았고 끝내 생사여부가 밝혀지지 않았다.

#### 백도섬 주민들
- 민해선

백도의 이장 민장호의 딸. 어릴적부터 마을 지하에 숨겨진 포춘시커 지하연구소에 갇혀 '인간'이 아닌 '실험체'로써 살아왔고 의지할 사람이라고는 같은 실험체인 장민정과 두 아이들을 실험체가 아닌 인간으로 대해주는 남궁정숙 소장이 전부다. 어느날, 마을 보건소 침대밑에 숨어있다가 재욱과 강민혁 형사에게 발견됐고 자신을 자상하게 챙겨주는 재욱을 금세 친오빠처럼 좋아하고 따르기 시작한다.
- 남궁정숙

백도의 보건소 소장...이자 포춘시커 바이러스 개발사업의 책임자. 딸이 하나 있었다고 알려져있었지만 단지 바이러스 면역자라는 이유 하나로 포춘시커에게 아이를 빼앗겼고 하나뿐인 딸이 온갖 실험에 이용당하는걸 봐야만 했다. 그래서 어린 나이부터 실험체의 삶을 살게 된 해선과 민정을 친딸처럼 자상하게 돌봐준다. 하지만 이런 그녀를 엄마처럼 의지하고 따르는 해선과는 달리 민정은 그녀를 멀리한다.
- 김대한 형사

여수경찰서 수사과 형사. 백도섬에서 사람이 실종됐다는 신고가 연이어 접수되자 수상함을 느끼고 동료인 강민혁과 백도섬에 들어온다. 그래서 처음 등장때부터 이장집에서 조사를 하고있는 것으로 나온다. 마을회관 방화사건을 계기로 주인공 일행을 만났고 이후 행동을 같이한다. 처음엔 범인잡는 일을 최우선으로 여겼지만 같이 다니던 사람들이 연이어 다치고 살인사건까지 벌어지자 범인검거를 뒤로미루고 섬에서 탈출하는 법부터 알아보는 등 강력형사다운 적극적인 면모를 보여준다.
- 강민혁 형사

여수경찰서 수사과 형사. 표준어를 쓰는 대한과는 달리 여수토박이인지 전라도 사투리를 쓴다. 체격은 레슬링 국가대표로 아시안게임에서 금메달을 수상했을 정도로 뛰어나지만 머리가 따라주지 않아 모든 수사는 대한에게 맡기고 자신은 보조만 하는 편. 험악한 인상과는 달리 속내는 순박하다.
- 김서동, 장웅

백도에 낚시를 하러 온 낚시꾼들....이라고 본인들은 말하지만 낚시대 중앙에 금이 가 있는데다 낚시꾼들 치고는 낚시 실력도 생전 낚시 안해본 초짜들과 맞먹는 수준이라 주인공 일행들을 의심케 했지만 낚시를 시작한지 얼마안된 초보라는 하면서 의심을 피하게 됐다.
- 어부

주인공 일행들을 거문도항에서 백도섬까지 태워다준 어부. 그냥 이름도 없는 엑스트라 같아 보이지만 실은 그도 백도섬 주민이며 3장 '독사의 송곳니'편에서 피습을 당해 심각한 부상을 입은 것으로 나온다. 하지만 지훈고 서현, 김대한 형사가 보건소로 옮기는 사이 상처가 심해져서 침대에 눕히자마자 숨을 거두었다.
- 민장호

백도섬의 이장이자 해선의 아버지. 대한과 민혁이 찾고있는 인물. 초반에는 교수와 마찬가지로 흔적조차도 나오지 않아 행방이 묘연한 것으로 그려졌지만 3장 '독사의 송곳니'편, 마을 동굴안에 숨겨진 포춘시커 실험실에서 시체로 발견됐다. 참고로 아내 이름은 '김자연'이다. 등장은 없고 동굴 안에 있는 낙서로 이름만 나온다.

#### 포춘시커 연구소
- 안명선

포춘시커의 이사. 자신의 목적을 이뤄내기 위해서라면 무슨짓이든 마다치 않으며 심지어는 어린아이들조차도 실험을 위한 도구로밖에 보지 않는 비열한 면모를 가졌다. 그래서 실험체에 불과한 아이들을 친딸처럼 챙겨주는 남궁정숙과는 사사건건 대립하는 유형이다.
- 장민정

해선과 같은 실험체. 해선보다는 2살이나 많으며 피한방울 안섞인 해선과는 친자매같은 사이다. 세상물정 모르는 어리숙한 해선과는 달리 일찍부터 포춘시커의 실체를 깨닫고는 자신과 해선을 자상하게 돌봐주는 남궁정숙조차도 포춘시커와 한패라며 적대시한다.
- 켈리 앤더슨

포춘시커병원의 의사. 외국에서 왔고 한국말을 열심히 배워서인지 발음은 무척이나 정확하지만 말투를 적응하지 못했는지 존댓말과 반말을 섞어서 쓴다. 명선이 입원한 날, 병원 건물이 정전되자 서현과 같이 움직이게 된다.

#### 기타
- 해머

13장에서 등장하는 쉐이드 요원. 쉐이드가 하는일을 정의라고 믿으며 때로는 과격한 행동도 마다치 않는다. 동료요원인 애쉬를 포춘시커 실험실에서 구원해준 장본인이며 항상 그녀와 붙어다닌다. 안서현을 제압하려다 뒤에서 나타난 강재욱의 총에 맞고 죽는다.
- 모자장수

본 게임에서 가장 미스터리한 인물. 정보를 거래하는 정보상인이며 말로는 안명선과 협력하고 있다지만 실상은 누구의 편도 들지 않는 중립적인 인물이다.

### 시즌 2: 부서진 납 심장

#### 서장 ~ 5장
- 조현태(24세)

한지훈을 잇는 새로운 주인공. 지훈과 마찬가지로 평범한 대학생이며 3년전 사고로 부모를 여읜후 남은 가족이라고는 9살 터울의 은화가 전부다. 어느날, 동생이 입원한 병원에서 정체모를 시체 무더기들을 발견하고는 공포감에 사로잡혀 은화를 데리고 병원밖을 빠져나가려 했지만 정체모를 테러리스트 집단에게 사로잡히면서 실패. 이후 테러리스트의 수장 애쉬로부터 병원 어딘가에 숨겨진 비밀통로를 찾아내지 못하면 눈앞에서 동생을 없애겠다는 협박을 받고 숨겨진 비밀통로를 찾기위해 병원 곳곳을 돌아다니기 시작한다.
- 조은화(15세)

현태의 여동생. 열다섯밖에 안된 나이에 암에 걸렸고 포춘시커의 후원으로 병원에 입원해 오빠의 신장을 이식받는다. 이후 입원한 병원이 테러조직에게 붙잡혀 인질이 됐지만 오빠의 도움으로 풀려났고 그때부터 오빠와 붙어다니며 행동을 같이 하지만 일순 흩어지게 된다.
- 이유진

포춘시커 병원의 간호사. 테러조직에게 부상을 당해 생명이 위급한 상황이라 이를 발견한 현태에게 SOS를 청한다. 현태는 자신도 동생이 인질로 잡혀있어서 남구할 처지가 못되는지라 그냥 가려고 했지만 애원을 뿌리치지 못하고 결국 여자를 부축해서 병실로 옮겨주었고 이후 여러 도구들을 손에 쥐어주며 상처를 회복했다. 그때부터 테러조직을 무력화시키기 위해 현태와 은화 남매와 동행하게 된다.
- 애쉬

포춘시커 병원을 점거한 테러조직의 수장. 단발머리를 한 젊은 여성이지만 테러조직을 총괄하는 수장답게 사람의 목숨도 우습게 여기는 냉혈인으로 묘사된다. 처음에는 자기말에 언제나 불복하는 현태를 건방진 녀석이라고 생각하며 못마땅해하지만 나중에는 생전 안하던 꼬맹이 소리까지 하며 사뭇 다르게 대한다.
- 의문의 남자

테러조직을 피해 병원 곳곳을 헤메고 다니던 현태, 은화, 유진을 감금해버리며 나타난 남자. 포춘시커 실험체였는지 구속복 차림의 마스크까지 쓰고있다. 감금상태에서 빠져나온 세 사람이 그를 잡기위해 사람이 지나다닐수 있는 길목은 모조리 차단해버리자 스스로 모습을 드러낸다. 하지만 무슨 이유에서인지 자신은 적이 아니라고 말하며 현태의 총구를 보고도 놀라는 기색을 보이지 않는다.
- 안서현

포춘시커의 수장. 5장에서 시체로 가득한 병실안 소파에 앉아 펜던트를 바라보다 이를 알고 들어온 현태와 마주친다. 하지만 수상한 사람을 보면 이유막론하고 총부터 들었을 다른 요원들과는 달리 사람 죽이는 일은 더는 하고싶지 않다며 못본척해줄테니 얼른 사라지라고 한다. 하지만 현태에게서 남자친구 이야길 듣자 백팔십도 돌변해 보고있던 펜던트를 건네주며 남자친구를 만나면 전해달라고 한다.

#### 6장 ~ 12장
- 강재욱

포춘시커 테러사건으로부터 1년후, 문제의 사건에 위장잠입한다. 이런 위험천만한 일을 벌이는 이유는 딱 하나. 포춘시커의 화물을 가로채고 흩어진 친구들과의 사이를 에전처럼 되돌려놓기 위함이었다. 조력자인 해선의 도움을 받아 안우진이란 이름으로 위장해 쉐이드 청소부 일을 시작한다. 그러면서도 틈틈이 포춘시커의 정보를 알아보는데 몰두하기 시작하던 도중 뜻밖의 인물들과 마주하면서 예상치 못한 사건을 접하게 된다.
- 민해선

재욱의 조력자. 낯선사람을 경계하고 세상물정 모르던 전작의 어리숙함은 온데간데 없이 씩씩하고 당찬 이미지로 바뀌었다. 초반에는 영상통화만 하느라 직접적으로 나오진 않는데 정보를 알아내고 조작하는 일에 능숙한 것으로 보아 IT계열쪽으로 전문이 된듯하다. 10장 '벗어날 수 없는 우리'편에서 화면이 아닌 직접적을 모습을 드러냈다.
- 나시호

포춘시커 여성요원. 통칭 나팀장. 기울어지는 트럭을 맨손으로 잡아 붙잡는다든가 비오는날 미끄러운 산벼랑을 맨몸으로 기어올라오는등 남자들도 벅찬 일을 아무렇지도 않게 해내는 괴력의 소유자. 괴력에 걸맞게 사람 죽이는 일을 아무렇지도 않게 저지르는 악랄한 면모를 가지고 있다. 자기밑으로 새로 들어온 안우진(으로 위장한 강재욱)을 처음에는 종종 수상하게 여기긴 하지만 별다른 수상한 점을 찾아내진 못한다.
- 구연수

포춘시커 청소부. 화물을 운반하는 역할이다. 예상외로 커피애호가라서 일 때문에 밤을 세워야 하는 날이면 어김없이 커피를 달고산다. 9장 '짐승의 뱃속'편에선 누군가에게 피습을 당한 모양인지 정신이 반쯤 나간 상태로 나시호가 묻는 말에만 기계적으로 대답하다 끝내 숨이 끊어지고 말았다. 인간적인 면모라고는 하나도 찾아볼수없는 악인들만 가득한 포춘시커 일원들 중 몇안되는 정상인.
- 이태준

포춘시커 병원 환자. 전신마비를 앓고있어서 말도 못하며 손에 들린 호출기 신호로 말을 대신한다. 원래 포춘시커 병원과 의문의 거래를 한 유명건축가로 알려졌으나 돌연 행방불명된 인물. 어쩌다 전신마비상태로 병원에 입원해있는지는 불명 8장 '침묵 속의 진실'편에서 누군가에게 살해당하고 팔목에 그려져있던 바코드까지 탈취당한다.
- 차지선

포춘시커 병원 환자. 딸 하나와 둘이서 병원생활을 하고있다. 남편의 죽음때문에 포춘시커에게 강한 적대감을 품고있으며 그 때문에 호의롭게 접근한 재욱도 포춘시커와 똑같은 인간이라고 간주하며 상대해주지 않았지만 그가 나쁜 사람이 아니란걸 알곤 적대를 푼다.
- 임하나

지선의 딸. 공감각자라서 색깔을 소리로 표현하는 아이다. 시호가 화물을 어디로 옮겼는지 우연히 창문을 통해 보게 됐다. 이 때문에 알게 된 재욱에게 금세 호의를 품고는 비오는 날에도 같이 가자며 쫓아다닌다.
- 기하도

이태준 담당의사. 하지만 하는 행적을 보면 어떻게 의사면허를 땄는지도 의심스럽다. 허구헌날 침대에 누워 모니터 화면으로 인터넷 방송을 보고있는게 일상이며 태준이 부를 때마다 무척이나 짜증을 낸다. 그게 어느정도냐면 자신을 귀찮게 한다는 이유로 환자가 물을 달라고 하자 대충 수돗물을 떠다줄 정도.
- 김정원

포춘시커 소속 의사. 하지만 인체실험을 아무렇지도 않게 여기는 인간말종을 넘어선 사이코패스. 나시호와는 사이가 안좋은지 그녀를 코끼리라고 부른다.
- 클락

어느날 포춘시커 병원에 나타나 사람들을 하나씩 살해하고 정보를 훔쳐가는 미스터리한 인물. 재빠른 몸놀림과 민첩함으로 포춘시커를 따돌렸고 그 솜씨는 천하의 나시호조차도 인정해주었다. 하지만 재욱만은 쉽사리 죽이지 않으며 거래를 하자고 제안한다.